# 第3タンリン橋
第3タンリン橋（ビルマ語: သန်လျင်တံတားအမှတ်-၃）は、ミャンマーの最大都市であるヤンゴンとタンリン郡区をつなぐ、バゴー川上の橋梁である。タンリン橋と並行して架かる。バゴー橋（ビルマ語: ပဲခူးမြစ်ကူးတံတား）ともいう。日本政府の政府開発援助をうけて2017年に建設計画がはじまり、2024年6月8日に開通した。ミャンマー国営メディアである『ニューライト・オブ・ミャンマー』の、開通翌日の報道によれば、鋼箱桁・PC箱桁の斜張橋であり、長さは地上部 1,975 ft (602 m)、水上部 6,663 ft (2,031 m)、全長 8,638 ft (2,633 m)。幅は4車線・75 ft (23 m)。航路限界高は 43 ft (13 m)。

## 経緯
ヤンゴンからバゴー川を挟んで東に位置するタンリン郡区には、日本政府の援助によりティラワ経済特区が建設された。両岸をつなぐ橋としてはすでにタンリン橋および第2タンリン橋がかかっているものの、前者は老朽化しており 32 t を越える車両の通行が制限されており、後者はヤンゴン市街から6.5 km離れていることから、タンリン橋の10分の1程度しか利用されていなかった。今後も増加すると見込まれるタンリン橋の交通需要を分散させ、また、経済特区に対する投資を呼び込む狙いもかねて、2017年3月1日には日本・ミャンマー両国政府の間で310億5100万円の円借款契約がむすばれた。設計は日本工営・オリエンタルコンサルタンツグローバル・首都高速道路・長大・大日本コンサルタントの共同企業体、建設は三井住友建設・横河ブリッジの共同企業体が受注した。
2021年ミャンマークーデターにより軍部がミャンマーの政権を握ったことを受け、日本の新規政府開発援助は停止したが、第3タンリン橋建設工事をふくむ既存案件については凍結されず、プロジェクトが継続された。同建設事業にあたって横河ブリッジが国軍系企業であるミャンマー・エコノミック・コーポレーション（MEC）に130万ドルを送金したことが、2023年1月24日のヒューマン・ライツ・ウォッチによる報告により分かっている。内閣総理大臣の岸田文雄は、2023年2月22日の衆議院予算委員会における同問題に関する質疑に対し、「契約を解消する場合、MECに多額の違約金支払いが生じる。国軍への資金流入をできるだけ防ぐため、既存の契約に基づく必要最小限の支払いはやむを得ない」と答えている。
2024年6月8日に開通し、開通式にはミャンマー軍総司令官にして国家行政評議会議長のミンアウンフラインのほか、国家行政評議会のマン・ニェインマウン、マン・ニェインマウン、クンサンルウィンのほか各大臣、軍司令部士官およびヤンゴン司令部司令官、日本工営の社員なども参加した。開通式当日、ミンアウンフラインをロケット弾により殺害しようとしたとして、政府が「国民統一政府系の地下組織の構成員である」と報じる複数の容疑者が逮捕されている。